# Frederik Willem de Klerk

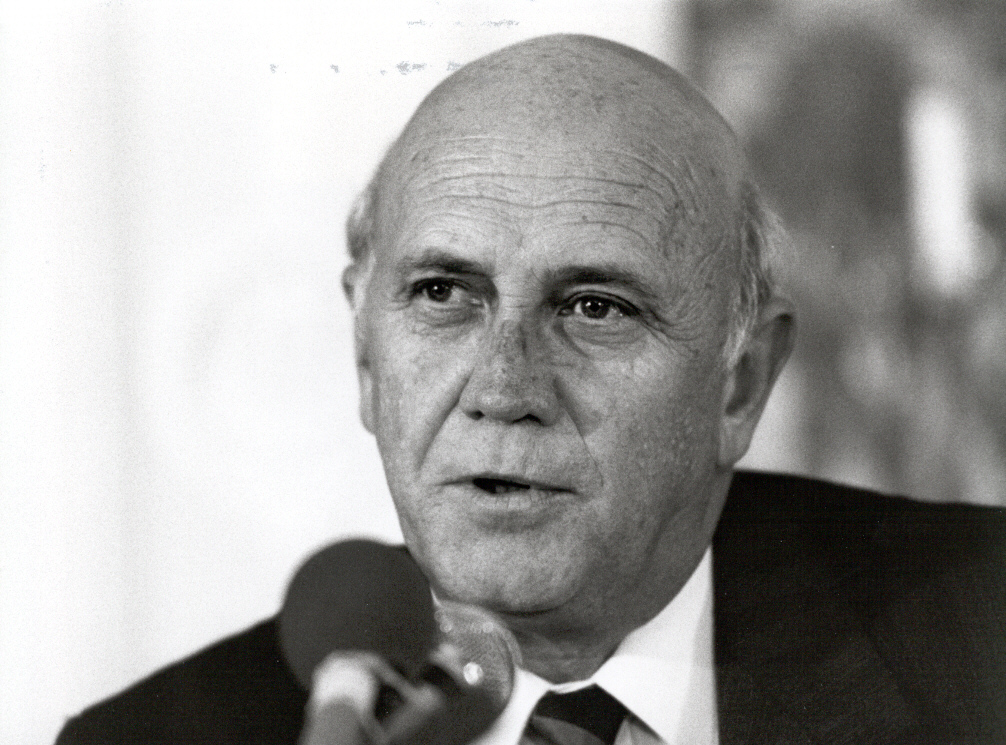
Frederik Willem de Klerk (1990)

Frederik Willem de Klerk (afrikaans /ˈfriə̯dərək ˈvələm dəˈklɛrk/; * 18. März 1936 in Johannesburg; † 11. November 2021 in Kapstadt) war ein südafrikanischer Politiker. Er war von 1989 bis 1994 Staatspräsident der Republik Südafrika. Als Funktionär des rassistischen Apartheid-Regimes Südafrikas sorgte er für Reformen und anschließend für dessen Abschaffung. Zusammen mit Nelson Mandela erhielt er 1993 den Friedensnobelpreis. Trotz seiner Verdienste um die Beendigung der Apartheid weigerte er sich bis zuletzt, sie als Verbrechen gegen die Menschlichkeit zu bezeichnen.

## Leben und Werk

### Frühe Jahre und Ausbildung
De Klerk wuchs in einer sehr politischen Familie auf. Sein Vater Johannes „Jan“ de Klerk war Senator und Minister, sein Onkel J. G. Strijdom war südafrikanischer Premierminister. Sein Bruder Willem, ein liberaler Journalist, war ein Mitbegründer der Democratic Party, der Vorgängerpartei der Democratic Alliance. Frederik de Klerk ging auf die Hoërskool Monument in Krugersdorp, wo er sein Matric erwarb, und studierte danach an der Potchefstroom University for Christian Higher Education. Hier graduierte er 1958 mit cum laude zum Bachelor of Laws. Infolgedessen erlangte er noch im selben Jahr ein Abe-Bailey-Reisestipendium, das ihm einen Aufenthalt im Vereinigten Königreich ermöglichte. Danach arbeitete de Klerk von 1961 bis 1972 als Rechtsanwalt in Vereeniging. Bereits während seines Studiums war er politisch interessiert, wobei er sich im Afrikaanse Studentebond engagierte. Für die Nasionale Party (NP) wurde er während seiner Zeit in Vereeniging aktiv. Gleichzeitig war er Vorsitzender der Law Society in Transvaal und Mitglied des Council des College of Advanced Technical Education.

### Politische Karriere
Im Jahr 1969 erlangte er erstmals im südafrikanischen Parlament einen Sitz. 1978 wurde de Klerk von Premierminister Vorster ins Kabinett berufen. Auch unter Vorsters Nachfolger Pieter Willem Botha hatte er von 1978 bis 1989 verschiedene Ministerposten inne, zuletzt als Innen- (1982–1985) und Bildungsminister (1984–1989). 1982 wurde er Provinz-Vorsitzender der regierenden Nasionale Party (NP) in Transvaal.
Nachdem 1984 ein Versuch zur Reformierung des Apartheidsystems mit der Einführung des Dreikammerparlaments durch Staatspräsident Botha unternommen worden war, übertrug dieser de Klerk ab 1. Juli 1985 den Vorsitz des „Rates der Minister“ (Ministers’ Council) im House of Assembly („weiße“ Parlamentskammer) und den Posten des Minister of the Budget im selben Gremium. Gleichzeitig stand er auf gesamtstaatlicher Ebene im Kabinett Botha II als Minister of Home Affairs and national education (deutsch etwa „Minister für Innere Angelegenheiten und nationale Bildung“) in Verantwortung. Am 1. Dezember 1986 übernahm de Klerk den Vorsitz im House of Assembly. Im Ergebnis der Parlamentswahlen von 1987 konnte er sein nationales Abgeordnetenmandat für den Wahlkreis Vereeniging weiter fortsetzen.
De Klerk trug in seiner Zeit als Minister die Politik von Botha inklusive der „Totalen Strategie“ mit. Auch Liberalisierungen wie das Zulassen von „Mischehen“ in de Klerks Zeit als Minister für Innere Angelegenheiten wurden von Zeitgenossen als Initiative Bothas angesehen, nicht als Engagement de Klerks. De Klerk wurde als Konservativer betrachtet, der die Parteilinie befolgte und nach eigenen Angaben ein energischer Befürworter der Apartheid war. Jedoch war er nie Teil von Bothas innerem Kreis. Als Botha 1989 nach einem Schlaganfall als Parteivorsitzender zurücktrat, unterstützte er daher nicht de Klerks Kandidatur, sondern Barend du Plessis.
Am 2. Februar 1989 trat de Klerk die Nachfolge von Botha als gewählter Parteivorsitzender an. Im Sommer legten er und das Kabinett Botha auch den Rücktritt als Präsident nahe. Bei der folgenden Parlamentswahl im September 1989 trat die NP mit de Klerk als Spitzenkandidat an; es war die letzte Wahl unter dem programmatischen Duktus der Apartheid. Im Ergebnis seiner Amtsübernahme entstand das Kabinett de Klerk.
Die Amtseinführung in die Funktion des südafrikanischen Staatspräsidenten folgte am 20. September 1989. Während dieser Zeremonie wurde ein Gottesdienst abgehalten, den der Geistliche Pieter Bingle von der streng calvinistisch geprägten Gereformeerde Kerk hielt, der de Klerk selbst angehörte. Das Thema der Predigt handelte von einer möglichen Berufung (afrikaans roeping) der Mitglieder dieser Kirche durch Gott, die sie zu einer Pflichterfüllung befähigen soll. Bingle bediente sich dabei einer Textstelle aus dem Buch Jeremia und interpretierte die Amtseinführung des Staatspräsidenten so, dass dieser nun im Ratssaal Gottes stehe, um den Willen des Herrn zu erfahren, und er solle ihm folgen und als Gottes Werkzeug soll de Klerk die Tradition seines Volkes achten. Wörtlich sagte Pieter Bingle: „Neue Pfade müssen gefunden werden, wo Straßen in Sackgassen enden oder nicht mehr befahrbar sind. […] Jene, die in den Wagenspuren der Vergangenheit steckenbleiben, werden feststellen, daß sie sich das eigene Grab gegraben haben.“
Im Gegensatz dazu kommentierte der Erzbischof von Kapstadt, Desmond Tutu, die Amtseinführung, man müsse „nicht einmal so tun, als gäbe es einen Grund zu denken, wir würden in eine neue Phase kommen. Das ist nur die Reise nach Jerusalem.“ Tutu und andere Anti-Apartheids-Aktivisten planten einen Protestmarsch, den die Sicherheitskräfte unterbinden wollten. De Klerk lehnte ein Verbot des Marsches ab, da ihm die Stimmung im Land bewusst war – die Menschen wären auch zu einer verbotenen Demonstration erschienen und ein Auflösen dieser hätte Gewalt und ein negatives Image bedeutet. Solch ein repressives Vorgehen wäre unter Botha normal gewesen, de Klerk entschied sich für eine Abkehr davon.
Zu Beginn seiner Präsidentschaft wurde de Klerk vom Geheimdienst NIS ein Papier mit Vorschlägen vorgelegt, die geheimen Kontakte mit dem ANC weiterzuverfolgen. Er stimmte dem zu.
Obwohl Frederik de Klerk bis zu seiner Wahl als Verfechter der Apartheid galt, hatte er wesentlichen Anteil an ihrer Aufhebung. In einer aufsehenerregenden Parlamentsrede am 2. Februar 1990 kündigte er weitreichende Reformen an, die in den folgenden Monaten auch umgesetzt wurden: So ließ er die verbotenen Parteien African National Congress (ANC) und Pan Africanist Congress (PAC) sowie etwa 30 weitere Organisationen wieder als politische Kräfte zu. Frederik de Klerk konnte dabei auf weit fortgeschrittene Verhandlungsergebnisse mit Nelson Mandela aufbauen, die mit Billigung seines Amtsvorgängers Botha durch den ehemaligen Geheimdienstchef Niel Barnard und den damaligen Justizminister Kobie Coetsee noch im Pollsmoor-Gefängnis entstanden waren. Nelson Mandela und andere Führer des ANC sowie etwa 120 weitere politische Gefangene wurden aus dem Gefängnis entlassen. Einschränkungen der Pressefreiheit und der Ausnahmezustand wurden aufgehoben. Die Apartheid-Gesetze, wie der Separate Amenities Act, wurden aufgehoben oder die davon betroffenen Passagen novelliert.

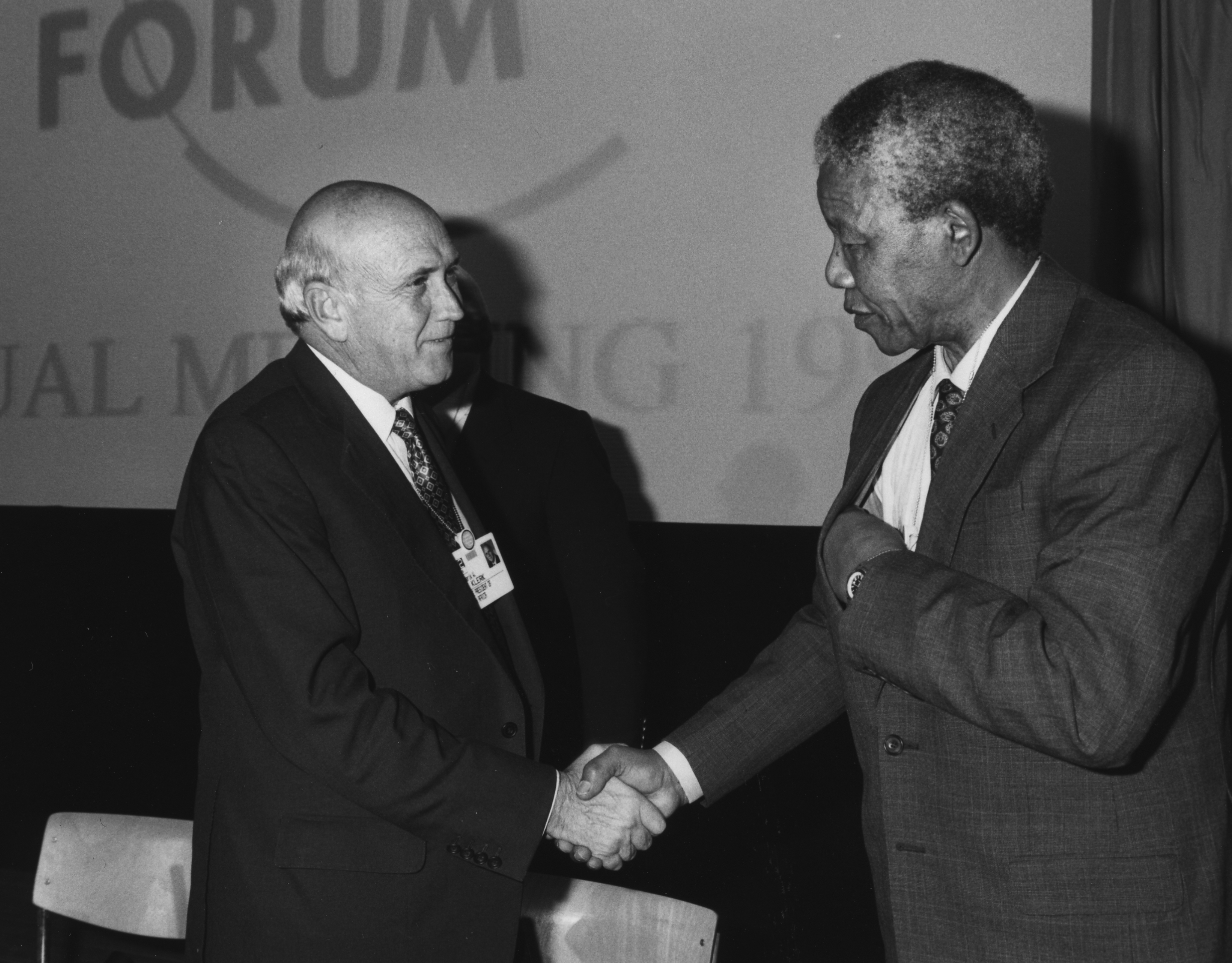
De Klerk mit Nelson Mandela 1992 beim Jahrestreffen des Weltwirtschaftsforums in Davos

Im Mai 1990 fanden erste Gespräche von Frederik de Klerk mit Vertretern des African National Congress unter der Führung von Nelson Mandela statt. 1991 öffnete er die Nasionale Party auch für nicht-weiße Mitglieder. Im selben Jahr berief er die Goldstone-Kommission ein, um politische Gewalttaten zu untersuchen. Die Kommission sowie die Harms-Kommission stellten fest, dass in den 1980ern durch Sicherheitseinheiten wie Vlakplaas, Civil Cooperation Bureau oder Koevoet Anschläge und Gewalttaten gegen Regimegegner verübt worden waren. Gleichzeitig sollte die zunehmende Gewalt in Südafrika – primär zwischen Zulu- und Township-Organisationen und dem ANC  – eingedämmt werden. De Klerk übernahm keine persönliche Verantwortung für die Gewalt während seiner Regierungszeit. Die Ermordung der Cradock Four 1985 wurde auf Anordnung de Klerks Anfang der 1990er erneut untersucht, einige Beobachter vermuten jedoch, dass de Klerk Wissen über die Hintermänner des Mordes unterdrückte.
Im Dezember 1991 fand die erste von vielen Verhandlungsrunden zwischen der aus der Nasionale Party gebildeten Regierung, dem ANC und anderen politischen Organisationen statt, die die Zukunft Südafrikas ohne Apartheid vorbereiten sollten. Im selben Jahr kam es zur Aufhebung der Wirtschaftssanktionen der Staaten der Europäischen Union, die 1986 beschlossen worden waren. Auch die diplomatischen Beziehungen zu weiteren Ländern wurden wieder aufgenommen. Nachdem die NP 1992 eine Nachwahl zum Parlament verloren hatte, ließ de Klerk ein Referendum abhalten, in dem die europäischstämmigen Wähler über seinen Reformkurs abzustimmen hatten. Das Ergebnis war eine deutliche Zustimmung. Im Jahr 1993 nahm de Klerk erstmals „Coloureds“ sowie indischstämmige Politiker als gleichberechtigte Mitglieder in sein Kabinett auf. Im selben Jahr erhielt Frederik Willem de Klerk gemeinsam mit Nelson Mandela den Friedensnobelpreis.
1994 wurden die ersten wirklich freien Wahlen in Südafrika durchgeführt, bei denen alle Bevölkerungsgruppen das Wahlrecht wahrnehmen konnten, auch die bis dahin wahlrechtslose Mehrheit der schwarzen Staatsbürger. Der African National Congress trug dabei einen überwältigenden Wahlsieg davon und F. W. de Klerk wurde von Mandela im Amt abgelöst. De Klerk war in der Regierung Mandela neben Thabo Mbeki Vizepräsident. Er übte diese Funktion bis 1996 aus, als die neue Verfassung ausgearbeitet war und sich seine Partei aus der Regierung löste. 1997 gab er die Führung der Nasionale Party ab und zog sich aus der Politik zurück.

### Nach dem Rücktritt

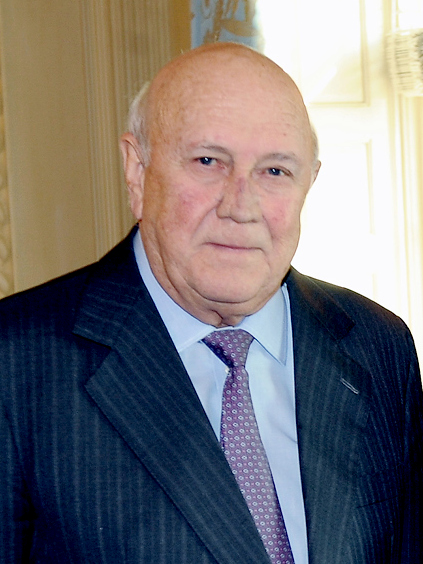
Frederik Willem de Klerk (2012)

Nach seinem Rückzug wurde es weitgehend ruhig um de Klerk. Im Oktober 1998 schockierte er die konservativen Kräfte des Landes durch die Scheidung von seiner Ehefrau Marike und die sofort danach stattfindende Hochzeit mit Elita Georgiades. Im Dezember 2001 wurde seine ehemalige Ehefrau bei einem Überfall getötet. Im Jahr 2004 trat er aus der New National Party (NNP) aus, nachdem bekannt geworden war, dass diese im African National Congress aufgehen wollte. De Klerk war Mitglied im Club of Rome, Ehrenvorsitzender der Prague Society for International Cooperation und im Beirat der Global Panel Foundation.
In einer Rede am 2. Februar 2020, dem 30. Jahrestag seiner Rede im Jahr 1990, benannte de Klerk mehrere Probleme wie Korruption und Unterminierung der Verfassung und warnte vor einem „völlig falschen, brandgefährlichen Weg“. Außerdem war er nicht völlig einverstanden mit der Klassifizierung der Apartheid als Verbrechen gegen die Menschlichkeit, da sie, seiner Meinung nach, nicht mit einem Genozid gleichzusetzen sei. Nach heftiger Kritik erläuterte er seine Aussage; über deren Rücknahme gibt es kontroverse Aussagen.
Nach seinem Ableben im November 2021 veröffentlichte seine Familie ein Video, in dem de Klerk sich für „den Schmerz und die Verletzung, die Demütigung und den Schaden“ entschuldigte, „den die Apartheid den Schwarzen, Braunen und Indern in Südafrika zugefügt hat“. Seine persönliche Meinung zur Apartheid habe sich im Vergleich zu den frühen 1980ern komplett verändert.

## Persönliches
1969 heiratete er in Pretoria Marike Willemse, mit der er zwei Söhne, Jan und Willem († 7. Oktober 2020), sowie eine Tochter, Susan, hat. Die Ehe wurde 1998 geschieden. Marike de Klerk wurde am 3. Dezember 2001 bei einem Raubüberfall in ihrem Haus in Bloubergstrand, einem Stadtteil von Kapstadt, erstochen.
De Klerk gab an seinem 85. Geburtstag bekannt, dass bei ihm eine Krebserkrankung diagnostiziert wurde, weswegen er eine Immuntherapie aufnehmen wollte. An den Folgen dieser Erkrankung starb er am 11. November 2021. Der enge Familienkreis legte ein privates Begräbnis fest; einen Monat später fand ein Staatsbegräbnis statt. Die Ansprache hielt Cyril Ramaphosa.

## Autobiografie
- Frederik Willem de Klerk: The Last Trek – A New Beginning. St. Martin’s Press New York, New York 1998, ISBN 0-312-22310-2.

## Auszeichnungen
- 1991 Félix-Houphouët-Boigny-Friedenspreis mit Nelson Mandela
- 1993 Friedensnobelpreis mit Nelson Mandela

## Audios
- Der letzte Apartheid-Präsident: Zum Tod von Frederik de Klerk, 7.14 min Minuten, mit Bartholomäus Grill, Deutschlandfunk Kultur 11. November 2021
- Frederiek Willem de Klerk ist tot: damit geht der letzte Apartheid-Präsident, 1.16 Minuten von Jana Genth, Deutschlandfunk 11. November 2021
- Versöhnen oder bestrafen? Südafrika nach de Klerk-Eklat, 4.32 Minuten, von Leonie March, Deutschlandfunk Kultur 19. Februar 2020
- Südafrikas Ex-Präsident de Klerk relativiert Apartheid, 1.15 Minuten, von Leonie March, Deutschlandfunk 17. Februar 2020